# Vigasio
Vigasio és un comune (municipi) de la província de Verona, a la regió italiana del Vèneto, situat a uns 110 quilòmetres a l'oest de Venècia i a uns 14 quilòmetres al sud-oest de Verona.
A 1 de gener de 2020 la seva població era de 10.326 habitants.
Vigasio limita amb els següents municipis: Buttapietra, Castel d'Azzano, Isola della Scala, Nogarole Rocca, Povegliano Veronese, Trevenzuolo i Villafranca di Verona.